# Studio Mir
A Studio Mir Co., Ltd (Hangul: 스튜디오 미르) egy 2010-ben alapított Dél-Koreai animációs stúdió, aminek székhelye Szöulban van. A stúdió készítette többek között a Korra legendája, A kertvárosi gettó valamint a Netflix-es Voltron: A legendás védelmező és Lego Elves: Secrets of Elvendale című televíziós sorozatok animációit is.

## Produkciók
- Korra legendája (1-12., 19-20. és 22-52. fejezet)
- A kertvárosi gettó (4. évad)
- Doraemon
- A galaxis őrzői (1. évad)
- Voltron: A legendás védelmező
- Lego Elves: Secrets of Elvendale